# Willy Kambwala
Willy Kambwala Ndengushi (Kinshasa, 25 de agosto de 2004) é um futebolista francês de ascendência congolesa que atua como zagueiro. Atualmente joga no Villarreal.

## Carreira
Tendo se mudado para a França aos 5 anos de idade, Kambwala atuou por Elan Chevilly Larue, Les Ulis e Sochaux até 2020, tendo recebido propostas de Liverpool e Manchester United e optando por defender os Red Devils.
Em outubro de 2021, o zagueiro assinou seu primeiro contrato profissional com o United, enquanto a estreia pelo time principal foi em dezembro de 2023, atuando como titular contra o West Ham United. Ele ainda disputou outras 7 partidas pela Premier League e entrou em campo 2 vezes pela Copa da Inglaterra, enfrentando o Wigan Athletic na terceira fase e o rival Manchester City na decisão, vencida pelos Red Devils por 2 a 1.[carece de fontes?]
Em julho de 2024, foi contratado pelo Villarreal.

## Seleção Nacional
Elegível para defender França ou República Democrática do Congo em nível internacional, Kambwala representou a seleção Sub-16 dos Bleus, onde chegou a ser capitão.

## Títulos
Manchester United Sub-18
- FA Youth Cup: 2021–22[11]

Manchester United
- Copa da Inglaterra: 2023–24[12]